# ブルーノ・フライ

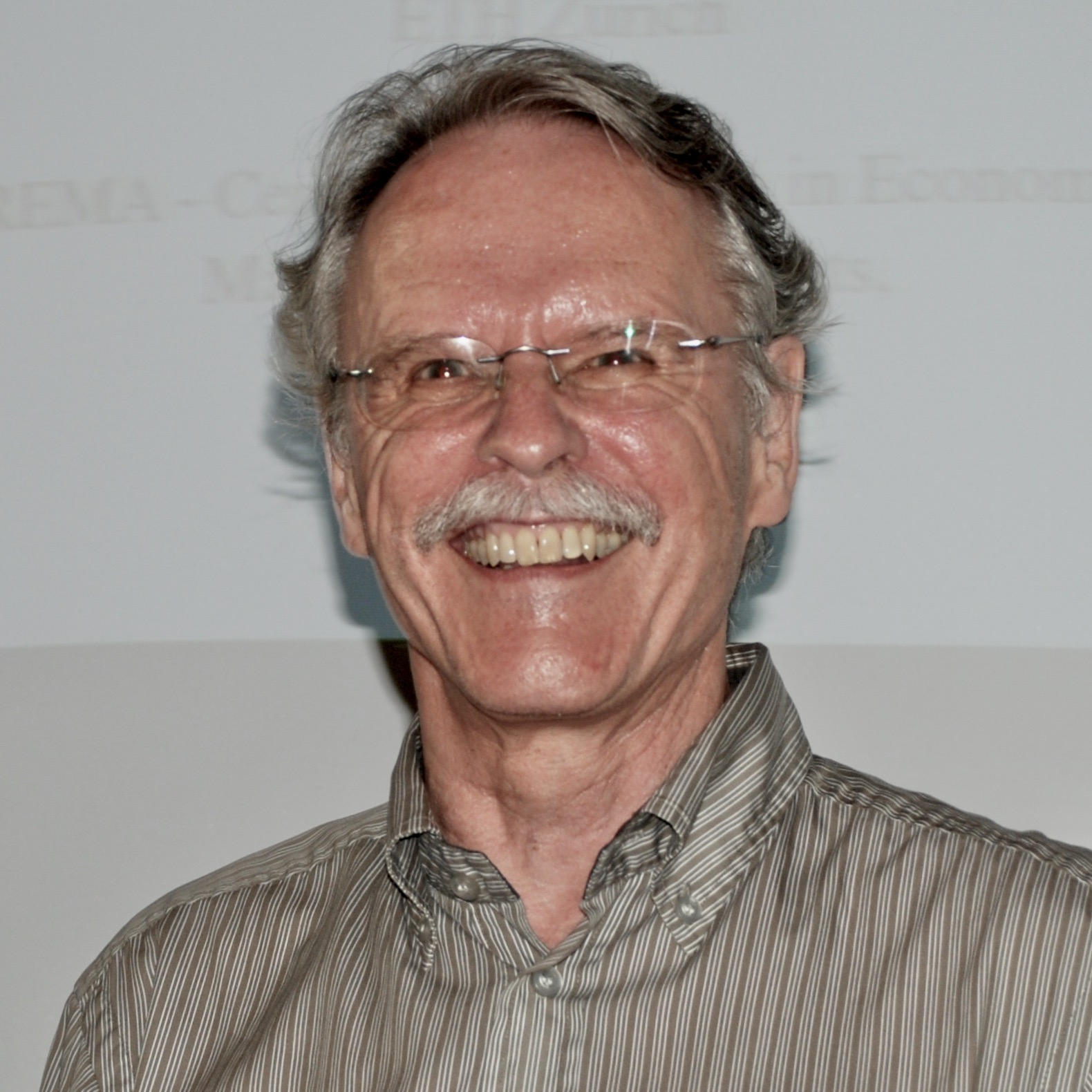
Bruno Frey 2010

ブルーノ・フライ（Bruno S. Frey 、1941年5月4日 - ）は、スイス・バーゼル出身の経済学者。専門の政治経済学にとどまらず、環境・美術・心理・テロ等の経済分析も行っている。1977年よりチューリッヒ大学実証経済研究所の教授を務める。

## 研究
フライは経済人の概念の批判で最もよく知られている。フライは「経済人という概念が内因的動機よりも外因的動機を極端に強調している」と批判している。
1969年からは学術誌Kyklosの編集長であり、その他の多くの経済学の学術誌の編集委員を務めている。
2004年にフライは世界の発展を目指すうえでの優先事項を決定するために『エコノミスト』が後援してデンマーク政府が資金援助した「コペンハーゲン・コンセンサス」の10人の専門家の内の1人として招かれた。フライはスイスに経済学・経営・芸術研究所(CREMA)を共同設立し、研究責任者として活動している。
フライの著書、共著、編著は12冊以上にのぼり、学術論文は450以上になる。学術論文は大半が経済学の学術誌に掲載されているが、政治学や社会学、心理学の学術誌にも掲載されている。